# Hypnose
Hypnose er en tilstand, hvor bevidsthedens kritiske sans passiviseres i en mental fokusering. Det opleves naturligt ved fx dagdrømme, at falde i staver eller at blive opslugt (af en god bog e.l.). Under hypnose er sindet mere tilbøjeligt til at opfatte det, der fokuseres på, som signifikant. Dog kun inden for ens grundlæggende sikkerhedsmæssige, etiske og moralske grundopfattelser. Tilstanden betegnes som trance. Hvad der i denne tilstand fokuseres på, betegnes som en suggestion. Suggestioner kan være verbale udsagn. De kan også opfattes som bevægelser opfattes af underbevidstheden alene. 

## Forskning
Der er forsket meget i hypnose. Der findes over 12.000 studier af høj kvalitet, der bakker brugen af terapeutisk hypnose op, og som kan påvise hypnotiske fænomener. På trods af dette, er der stadig ikke konsensus omkring, hvad hypnose egentlig er. Det er derfor meget svært at give en kort præcis definition. Nogle forskere mener, at det er en psykisk tilstand, der adskiller sig fra normaltilstanden f.eks. i form af trance. Andre mener, at bevidsthedens kritiske sans er passiviseret i en mental fokusering. De fleste prominente forskere i dag, bl.a. forskeren Irving Kirsch, mener dog, at hypnose ikke adskiller sig fra normaltilstanden. Hypnose består af helt normale kognitive processer, som også finder sted i enhver anden social sammenhæng. Der er indtil nu ikke nogen, der har kunnet påvise, at en hypnotiseret hjerne er anderledes end en ikke-hypnotiseret hjerne. Man har med andre ord ikke kunne finde en tilstandsændring i hjernen på personer, der er under hypnose. Det ses dog, at personer, der er i hypnose, reagerer en anelse mere på suggestioner (forslag fra hypnotisøren) end personer, der ikke er hypnotiserede. Derudover ses det, at hjernens forstillinger fremstår mere virkelige under hypnose. 
Hypnose kan opleves på forskellige måder. Nogle oplever, at det føles som at dagdrømme. Andre oplever enorm energi, og nogle tredje vil opleve afslapning. Visse personer oplever ikke en forandring i deres psykiske tilstand, på trods af at de reagerer på suggestioner i øjeblikkeligt. Der er meget, der tyder på, at hypnose ikke er andet end kunsten at give suggestioner fra hypnotisørens side og evnen til leve sig ind i og tro på suggestionen fra den hypnotiseredes side. Hvis hypnotisøren betoner afslapning, er det det, hypnose bliver oplevet som, er det energi, er det det, er det optagethed eller trance, er det gerne det, man får, men suggestionen kan være hvad som helst. Under hypnose er sindet mere tilbøjeligt til at opfatte det, der fokuseres på, som signifikant. Dog kun inden for ens grundlæggende sikkerhedsmæssige, etiske og moralske grundopfattelser. Suggestioner kan være verbale udsagn, kropssprog, kontekst, rummet omkring os. Bredt talt alt det, som vi kan opfatte og som kan lede vores oplevelse. De kan også opfattes som bevægelser eller opfattes af underbevidstheden alene. 
Nogle hypnotisører mener, at de taler med et ubevidst sind eller direkte med underbevidstheden. Hjerneforskere har dog ikke fundet et ubevidst sind, der adskiller sig fra andre neurologiske processer. 
Denne definition siger det meget godt. Selvom den er møntet på hypnoseterapi, er det det samme, der skaber andre hypnotiske fænomener: ”Hypnoseterapi er ... en terapi bestående af ”forestillede suggestioner.” af ord der bliver brugt til at stimulere bevidste forestillinger gennemgribende nok til at bringe terapeutisk forandring.” – (Donald Robertson, 2013, s. 3)
Det er bevidste forestillinger, der skaber fænomenet. Det er ikke den anden vej rundt. Man behøver med andre ord ikke omgå noget kritisk sind eller være i dyb trance eller ændre en tilstand. Det, der skaber hypnose, er en bevidst forestilling, som personen kan leve sig nok ind i, og det sætter en række processer i gang, så hjernen oplever det som virkeligt i større eller mindre grad. Hypnotisøren kan udnytte forskellige tricks til at gøre den forestilling stærkere, f.eks. ved hjælp af små chok, eller et begreb, som man kalder "pacing and leading" inden for NLP, samt visualiseringer og andre ting, som hjælper med til at bekræfte, at suggestionen tager effekt. Derved styrker tankerne og den indre oplevelse/følelserne hinanden, og der bliver skabt en form for oplevelses-loop, som skaber hypnose (at det opleves, som om det er sandt)  

## Hypnoterapi
Hypnoterapi er et slangord og en forkortelse af hypnoseterapi. Der findes en hel profession af hypnotisører, der guider deres klienter frem til hypnose via suggestioner i overensstemmelse med de forhold, der ønskes bearbejdet eller den adfærd, der ønskes ændret. Her er der selvfølgelig tale om hypnosebehandling.  Det giver anledning til at hypnose bliver brugt sammen med  terapi.

### Historie
Hypnosetilstanden og suggestionskontrol har været brugt i helbredende øjemed fra 1552 f.Kr., dateringen for en egyptisk papyrusrulle, som beskriver hypnotiske suggestioner – og sandsynligvis endnu før, men det vides ikke med sikkerhed.
Den nuværende form for hypnoseterapi har rod i Freuds (1856-1936) og C.G. Jungs (1875-1961) psykologiske modeller. Både Freud og Jung studerede hypnose og hypnoseterapi. Især Freud var i en periode overbevist om hypnoses virkning ift. at nå de lag i psyken, som ellers ikke er tilgængelige.
Dr.phil. Alfred Lehmann (1858-1921), den første danske professor i psykologi og senere stifter af Psykologisk Laboratorium, skrev bøger om hypnose som normaltilstand.
I mange år var hypnose imidlertid ikke accepteret hverken som redskab i forbindelse med anden terapi eller som selvstændig, helbredende terapiform
Med den amerikanske psykiater Milton H. Erickson (1901-1980) fik hypnoterapien en teori samt teserne: "hypnose er en tilstand med speciel bevidsthed og modtagelighed over for ideer…speciel villighed til at undersøge ideer for deres iboende værdi" og: "hypnose = trance er en tilstand af intens og snævert fokuseret opmærksomhed, en tilstand hvor klienten lægger mærke til det, der er umiddelbart vigtigt". 
I USA er hypnoseterapi nu anerkendt og hypnosetilstanden bliver brugt f.eks. som anæstesi på hospitaler.
Den danske grundbog i hypnoterapi, "Hypnose og hypnoterapi", udgivet på forlaget Klim, 2004, er skrevet af den århusianske læge Jens-Jørgen Gravesen.
I årene omkring 2000 er hypnose og hypnoterapi blevet en almindeligt anerkendt, nærmest moderne, behandlingsform også i Danmark. Hypnoterapiskoler er skudt op. Der findes ikke en anerkendt uddannelse i Hypnose, hvorimod den psykoterapeutiske del og dermed implicit godkendelse af hypnose, i det omfang, det indgår i uddannelsen, er omfattet af godkendelsesordninger i de to psykoterapeutiske foreninger, der er i Danmark, FADP (foreningen af danske psykoterapeuter) og Dansk Psykoterapeutforening, der hver har deres godkendelsesordning for uddannelsessteder der udbyder psykoterapeutuddannelser.

### Behandlingen
Behandlingerne kan foregå på mange forskellige måder, da der ikke er nogen skabelon for, hvordan en hypnose eller hypnoseterapeutisk behandling foregår.
Nogle starter behandlingen med at guide klienten i hypnose og derefter have samtale med klienten om problemstillingen, imens han eller hun er i hypnose. Andre bruger indirekte hypnoseinduktion også kaldt convert hypnose. Dvs., at de leder klienten i hypnose under samtale uden klientens viden. Nogle hypnotisører og hypnoseterapeuter bruger kun lyninduktioner. 
Hypnoterapi eller hypnoseterapi har et bredt anvendelsesområde fra total anæstesi, smertebehandlig, rygestop, vægtreduktion til behandling af fobier, angst o.l.med andre ord alle problemstillinger, som har med tanker følelser og adfærd at gøre.

## Registrering af hypnotisører og hypnoterapeuter
Hypnotisør og hypnoterapeut er ikke en beskyttet titel, så alle kan i princippet kalde sig det. Sundhedsstyrelsen har fremsat en lov om registrering af alternative behandlere. Denne lov betyder, at de hypnotisører og hypnoterapeuter, der lever op til bestemte faglige og uddannelsesmæssige krav og betaler et årligt beløb til RAB, kan kalde sig registrerede, alternative behandlere (RAB), hvilket er en beskyttet titel. Hypnoseuddannelsessteder skal endvidere godkendes og betale et beløb til RAB for at kunne uddanne hypnotisører, der må kalde sig ved RAB-titlen. Derudover findes der psykoterapeutiske uddannelser, der bruger hypnose som redskab, disse har den beskyttede titel: Reg. Hypnopsykoterapeut FaDP, til forskel fra RAB ordningen har disse eksempelvis bestået 4 eksamener og gennemført specifikt tilrettelagte uddannelser, der er målrettet til psykoterapeuter.

## Åbenhed over for hypnose
Der er uenighed omkring brugen af begrebet modtagelighed, da de fleste mennesker er modtagelige. Grunden til, at der i videnskaben er en opfattelse af, at nogle er "nemmere" at hypnotisere end andre, er kort sagt mangel på viden om hypnose og måder, hvorpå hypnosetilstanden opnås. Langt de fleste velfungerende mennesker kan bringes i hypnose. Forskellen ligger kun i trancedybden.
De mennesker, som har evnen til komme dybest ned i hypnosetilstanden, bliver ofte udvalgt af showhypnotisører, som, vha. suggestioner, manipulation og situationen som helhed, får dem til at agere på en underholdende måde.
Der er bred enighed i litteraturen om, at al hypnose i realiteten er selvhypnose. Det indebærer, at Hollywood-opfattelsen af hypnose som en måde, hvorpå man kan tage kontrol over et andet menneske mod dets vilje, ikke kan bekræftes eller afkræftes.